# Flaga Kaszub
Flaga Kaszub (kaszub. fana Kaszëb, kaszëbskô fana) – flaga regionu Kaszuby, jeden z symboli narodowych Kaszubów.

## Barwy i proporcje flagi
Ani barwy, ani wymiary, ani zasady stosowania kaszubskiej flagi nie zostały, jak dotychczas, określone przez żadne organizacje kaszubskie. Podobnie jak w przypadku godła i herbu, wyjątek w tej materii stanowi Kaszëbskô Jednota, która w swojej "Deklaracji ideowej" określa barwy flagi: Kaszubska flaga narodowa ma barwy czarno-żółte, które wiążą się z naszym herbem, czyli zwróconym w prawo czarnym gryfem w koronie na złotym polu tarczy herbowej.
Flaga kaszubska wzięła się od kaszubskiego herbu – czarnego gryfa w koronie na złotym tle. Zgodnie z zasadami heraldyki, przekłada się to na czarno-złotą (żółtą) flagę z dwoma jednakowymi, poziomymi pasami, gdzie barwa godła daje barwę górnej połowie, a barwa pola – połowie dolnej (podobnie jak w przypadku flagi polskiej).
Według innych źródeł, flaga Kaszub nawiązuje do flagi Cesarstwa Austrii i barw dynastii Habsburgów.

## Historia
Flaga kaszubska została wywieszona przy okazji zjazdu Kaszubów, który miał miejsce 18 sierpnia 1929 r. w Kartuzach.
We Współczesnej literaturze kaszubskiej 1945-1980 Jana Drzeżdżona opisane jest, że powieszono flagę z kaszubskim godłem podczas zjazdu, a następnie flagę narodową z dwoma pasami. Podana jest wzmianka, że Aleksander Majkowski posiadał już wcześniej taką flagę:
Jedyną taką chorągiew, symbol Kaszubów, posiadał do tej pory dr Majkowski; powiewała na jego willi na 3 Maja i inne większe uroczystości państwowe.
Jednak to w 1929 roku po raz pierwszy wywieszano flagę Kaszub na „szerszą skalę”. Wywieszenie kaszubskiej flagi „wywołało natychmiastową reakcję ze strony władz lokalnych”:
Wicestarosta kartuski, p. Paźniewski, przysłał policjantów z rozkazem usunięcia tych chorągwi.
Żeby uniknąć starcia z kartuskimi władzami, obok flagi kaszubskiej wywieszono również flagę polską, co przyniosło pożądany efekt:
dzięki temu władze lokalne chwilowo dały nam spokój. Dzień zjazdu wyznaczono na niedzielę 18 sierpnia 1929 roku. Kartuzy przyjęły odświętną szatę, z domów powiewały chorągiewki kaszubskie obok polskich (…).
Obecnie flaga używana jest podczas uroczystości i manifestacji przez kaszubskie stowarzyszenia, a także przez pojedynczych obywateli, którzy chcą zaznaczyć swoją przynależność do narodu kaszubskiego, umieszczając je np. nad drzwiami, na balkonach, a także (wersje miniaturowe) na samochodach i jachtach. Flaga jest również wywieszana w kaszubskich miejscowościach, na kaszubskie święta, lub stale (np. na placu Jakuba Wejhera w Wejherowie i placu Kaszubskim w Gdyni).

## Święto
Święto flagi kaszubskiej (kaszub. Swiãto Kaszëbsczi Fanë) przypada na 18 sierpnia, ze względu na datę pierwszego jej publicznego wystawienia w Kartuzach 18 sierpnia 1929 roku. W tym dniu corocznie odbywają się uroczystości związane z propagowaniem kaszubskich symboli i regionu. Pierwsze obchody święta powstały z inicjatywy Kaszëbskô Jednota w 2012 roku.